# Uppland
Uppland (phát âm tiếng Thụy Điển: [ˈɵpːland] ⓘ) là một trong những tỉnh truyền thống của Thụy Điển (landskap) .Uppland nằm ở phía đông miền Trung Thụy Điển và giữa hai hồ lớn, hồ Mälaren và hồ Upplands.
Uppland có dân số khoảng 1,5 triệu người, là một trong những tỉnh đông dân nhất Thụy Điển.
Diện tích của tỉnh là khoảng 12.000 km².

## Lịch sử và văn hóa
Uppland là một tỉnh lâu đời, đuọc thành lập năm 1296 trên cơ sở hợp nhất 4 tỉnh Fjärdhundraland, Attundaland, Tiundaland và Roslagen. Nơi đây có nhiều di tích lịch sử:
●Sigtuna, thị trấn cổ nhất Thụy Điển, được cho là thành lập vào khoảng năm 980
●Đại học Uppsala, trường đại học lâu đời nhất Thụy Điển
Di tích khảo cổ Birka và lâu đài Drottningholm được công nhận là Di sản thế giới.
Thị trấn Gamla Uppsala (Uppsala Cổ Đại) có những ngôi mộ từ thời Viking và là trung tâm tâm linh quan trọng trong lịch sử Viking.